# Distribuidora de jogos eletrônicos
Uma distribuidora de jogos eletrônicos é uma companhia responsável pela distribuição de jogos eletrônicos e/ou consoles. Ela é contratada para atuar em regiões em que a publicadora não atua, funcionando como uma representante da publicadora no país. No Brasil a Tectoy atuou como representante da Sega fazendo a distribuição e fabricação de jogos e consoles no país. A Playtronic distribuiu jogos e consoles da Nintendo de 1993 até 2003. A Gaming do Brasil foi responsável pela distribuição de jogos e consoles da Nintendo até o início de 2015.